# Trolla, Trøndelag
Trolla är en tätort i Trondheims kommun, Trøndelag fylke, Norge.